# Anna Laub
Anna Laub is een hoorspel van Jakov Lind. Anna Laub werd op 15 april 1964 door de Süddeutscher Rundfunk uitgezonden. Otto Dijk vertaalde het en de NCRV zond het uit op vrijdag 17 januari 1969, met muzikaal-technische medewerking van Cor Doesburg. De regisseur was Ab van Eyk. Het hoorspel duurde 31 minuten.

## Rolbezetting
- Hetty Berger (Anna Laub)
- Hans Veerman (Kelle)
- John Soer (Voss)
- Huib Orizand (Heinrich)
- Paul van der Lek (Karl)
- Corry van der Linden (Ina)

## Inhoud
Dit hoorspel is de parabel van een sterke vrouw, een natuurprincipe. De handeling werkt symbolisch en tegelijk concreet, archetypisch en tegelijk tegenwoordig. Anna Laub huist in een eenvoudig hutje aan de oever van een rivier. Ze vist de zelfmoordenaars uit de stroom, Zeshonderd heeft ze er al gered. Ze doet het niet uit medelijden, niet omdat ze wil helpen. In haar persoon schuilt de kracht van het leven zelf. Als ze zwak wordt in haar eenzaamheid en aan een opvolger begint te denken, nadert haar einde…